# Åsele tingslag

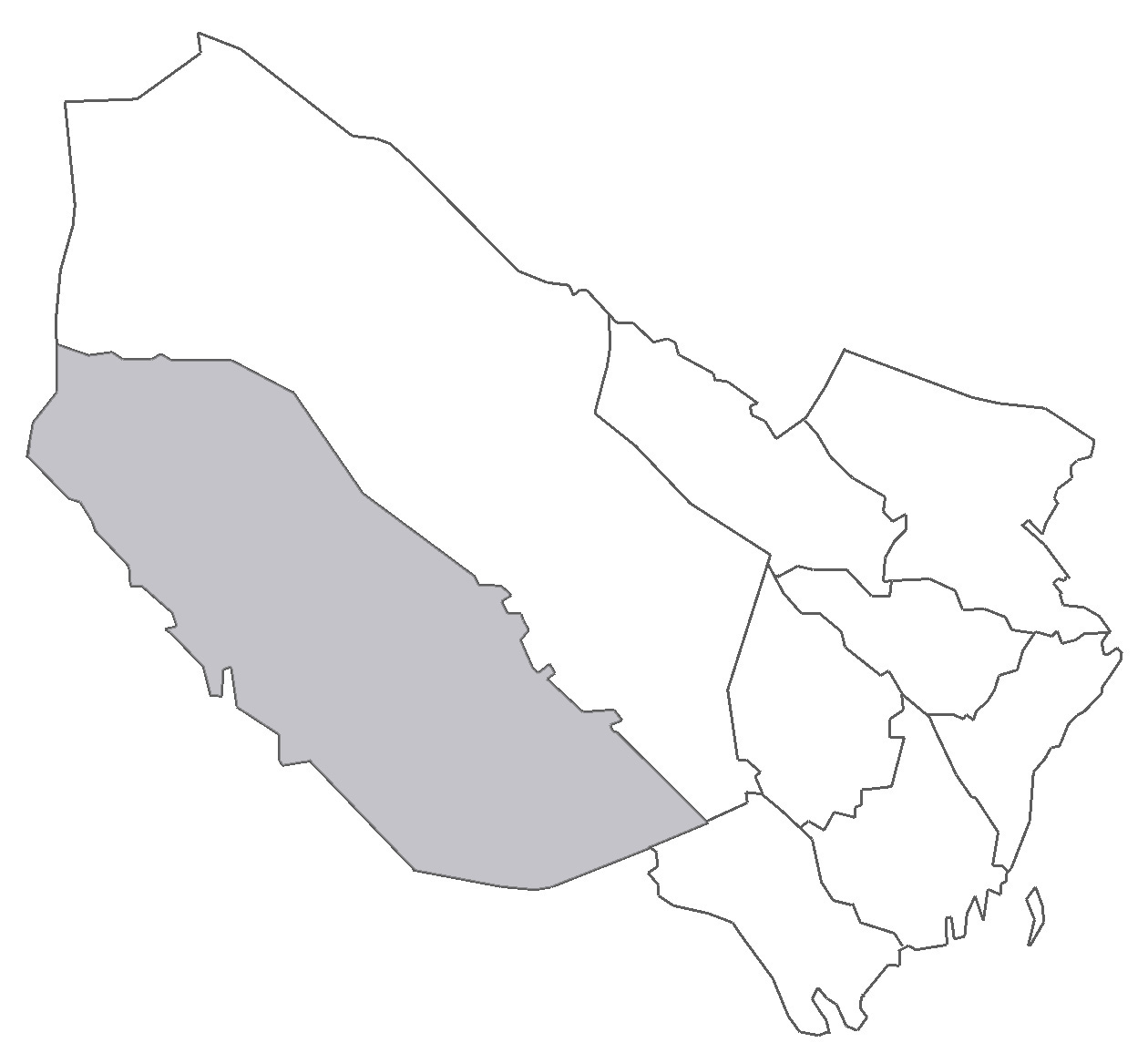
Åsele lappmarks tingslag i Västerbottens län, före 1922

Åsele tingslag (före 1922 benämnt Åsele lappmarks tingslag) var ett tingslag i södra Lappland. Tingslagets område är beläget i Västerbottens län och motsvarar i sin senaste utsträckning, nuvarande Åsele kommun. Åsele tingslag hade år 1934 7 782 invånare på en yta av 4 558 km², varav land 4 318.
Tingslaget fanns från 1680. Den 1 januari 1922 (enligt beslut den 2 mars 1917 och 7 oktober 1921) överfördes Vilhelmina och Dorotea socknar till det då nybildade Vilhelmina tingslag och samtidigt ändrades tingslagets namn till bara Åsele tingslag. Den 1 januari 1948  (enligt beslut den 10 juli 1947) upplöstes tingslaget och verksamheten överfördes till Åsele och Vilhelmina tingslag.
Tingslaget hörde till 1811 till Ångermanlands domsaga, 1811 till 1821 till Norra Ångermanlands domsaga, 1821 till 1831 till Lappmarksjurisdiktionens domsaga, 1832 till 1884 till  Västerbottens södra domsaga och 1884 till 1971 till Västerbottens västra domsaga.

## Socknar
Åsele tingslag bestod av följande socknar:
- Åsele socken från början
- Fredrika socken från 1799

Utbrutet den 1 januari 1922 för att bilda Vilhelmina tingslag:
- Vilhelmina socken från 1799
- Dorotea socken från 1799